# Stazione di Vittuone-Arluno
Stazione di Vittuone-Arluno vasútállomás Olaszországban, Lombardia régióban, Vittuone településen.

## Vasútvonalak
Az állomást az alábbi vasútvonalak érintik:
- Torino–Milánó-vasútvonal

## Kapcsolódó állomások
A vasútállomáshoz az alábbi állomások vannak a legközelebb:
- Stazione di Corbetta-Santo Stefano Ticino
- Stazione di Pregnana Milanese